# NGC 5043
NGC 5043 ist ein offener Sternhaufen (Typdefinition „OCL“) im Sternbild Zentaur m Südsternhimmel und etwa 970 Parsec von der Erde entfernt. Er wurde am 7. Juni 1837 vom britischen Astronomen John Herschel mit einem 18-Zoll-Spiegelteleskop entdeckt, der dabei „cluster VIII; oblong; 10′ by 7′, of loose scattered stars 11th mag“ notierte.